# Kyōgon Hagiyama
Kyogon Hagiyama (萩山 教嚴, Hagiyama Kyōgon), 20 mars 1932 – 13 octobre 2015, est un politicien japonais du Parti libéral-démocrate, un membre de la Chambre des représentants à la Diète (parlement national).

## Biographie
Originaire de Himi dans la préfecture de Toyama et diplômé de l'université de Ritsumeikan, il est élu à l'assemblée de la préfecture de Toyama pour la première fois en 1971. De 1979 à 1986, il se présente quatre fois pour un siège à la Chambre des représentants, sans succès. Il est élu pour la première fois en 1990.